# Каррильо Пуэрто, Эльвия
Эльвия Каррильо Пуэрто (исп. Elvia Carrillo Puerto; 6 декабря 1878 — 15 апреля 1968) — мексиканский политический деятель, активистка социалистического и феминистского движений.
Каррильо выдали замуж в 13 лет, в 21 год она уже овдовела. С 1912 года основывала первые феминистские лиги Мексики, включая Лигу Риты Сетины Гутьеррес (исп. Liga Rita Cetina Gutierrez) в 1919 году. Пойдя по стопам своей соратницы по Лиге Росы Торре Гонсалес, в 1923 году Карильо была избрана в Палату депутатов, став первой женщиной-депутатом мексиканского парламента. Благодаря своему вкладу Карильо была официально удостоена звания «Ветеран революции». Неустанная преданность Каррильо революции и женскому движению принесла ей прозвище «Красная монахиня» (исп. La Monja Roja).

## Феминистские лиги

### 1912—1922
Эльвии Каррильо Пуэрто ставят в заслугу создание множества феминистских лиг в Мексике, самой известной из которых является Лига Риты Сетины Гутьеррес, названная в честь одной из самых выдающихся педагогов Юкатана. Феминистские лиги сосредоточились на решении многих задач по продвижению прав женщин. Начиная с Мериды, где в 1912 году были основаны первые из них, они распространились через Юго-Восточную Мексику в Центральную Мексику. Они вели кампанию против проституции, употребления наркотиков, алкоголизма, суеверий и фанатизма. В Лиге Риты Сетины Гутьеррес, основанной в 1919 году, часто выступали с докладами об уходе за детьми, экономике и гигиене для бедных женщин. Лига инспектировала школы и больницы и помогла создать государственный детский дом. Через феминистские лиги, основанные Каррильо, были учреждены программы планирования семьи с легализованным контролем над рождаемостью — первые в Западном полушарии. Эльвия считала, что большие семьи являются препятствием на пути к лучшей жизни для бедняков, и распространяла запрещённую в самих США литературу Маргарет Сэнгер, которая позже основала Американскую лигу контроля над рождаемостью. Лиги также организовали дородовой и послеродовой уход за женщинами.

### 1923—1925
Карильо посвятила всё свое время поездкам по Юго-Восточной Мексике с целью объединить женщин майя в лиги и подготовить их к гражданской жизни, в частности занимать выборные должности в местных органах власти. После того как её брат, губернатор Фелипе Карильо, позволил женщинам голосовать и занимать должности, Эльвия была избрана в 1923 году в законодательное собрание Юкатана, став первой женщиной в собраниях на уровне мексиканских штатов. При этом она победила на выборах, набрав подавляющее большинство голосов — 5 115. В местном самоуправлении Карильо продвигала вопрос об аграрной реформе, предлагая планы, которые предоставят крестьянам землю и фермы, способные прокормить их семьи. При этом Карильо организовала местные женские отделения в Гуальбертистские центральные аграрные сообщества для женщин, названные в честь ее брата Гуальберто — сенатора и активиста земельной реформы.
В 1924 году Фелипе был убит; его гибель стала тяжелым ударом по правам женщин. Добившись для женщин равных прав на Юкатане, он не смог отразить эти права в конституции Мексики; после его смерти эти права были отозваны новым руководством Хуана Рикардеса Брока. С приходом к власти нового правительства женщины были отстранены от должностей в муниципальных и государственных учреждениях, само женское избирательное право было отменено, а социальные программы посредством женских лиг больше не поддерживались
. После смерти брата Карильо переехала в Сан-Луис-Потоси, новый центр движения за права женщин. В 1925 году она была избрана в национальную Палату депутатов как представительница Сан-Луис-Потоси; однако ей было отказано в этом месте из-за того, что до избирательного права и занимаемой должности допускались только мужчины (хотя местные органы власти разрешили это и женщинам, но это всё ещё не признавалось на национальном уровне).